# Cygnus NG-10
Cygnus NG-10 (pierwotna nazwa Cygnus CRS OA-10E) –  misja statku transportowego Cygnus, prowadzona przez prywatną firmę Orbital ATK na zlecenie amerykańskiej agencji kosmicznej NASA w ramach programu Commercial Resupply Services w celu zaopatrzenia Międzynarodowej Stacji Kosmicznej. Statek zabrał  3350 kg ładunku, który stanowiło:
- zaopatrzenie załogi - 1141 kg
- badania naukowe - 1044 kg
- wyposażenie do spacerów kosmicznych - 31 kg
- wyposażenie stacji - 942 kg
- wyposażenie komputerowe - 115 kg
- mikrosatelity - 77 kg (w niehermetyzowanej części pojazdu)[2]

Po odłączeniu od modułu Unity i zwolnieniu przez ramię robotyczne Canadarm2 w dniu 8 lutego 2019 roku, statek rozpoczął dalszą część swojej misji. Jego orbita została podniesiona do około 482 km, gdzie nastąpiło wypuszczenie dwóch nanosatelitów MYSat 1 i CHEFSat 2 oraz pasywnych ładunków Quantum Radar 1&2 oraz ULTP 1. Następnie Cygnus obniżył swoją orbitę poniżej orbity ISS, gdzie nastąpiło wypuszczenie kolejnego satelity KickSat 2. 25 lutego 2019 roku nastąpiła deorbitacja statku, który spłonął w górnych warstwach atmosfery wraz z zabranymi z pokładu ISS śmieciami i zbędnym wyposażeniem.